# 奥野市次郎
奥野 市次郎（おくの いちじろう、1860年10月8日（万延元年8月24日）- 1919年（大正8年）8月28日）は、明治から大正期のジャーナリスト、政治家、教育者、公吏。衆議院議員。旧姓は溝口、号・溝口鞍山。

## 経歴
山城国京都、のちの京都府京都市下京区第30組笹屋町（東洞院通中珠数屋町下ル）で、貨物兼宿屋業・溝口屋、溝口喜右衛門、うた の長男として生まれる。京都府中学校（現京都府立洛北高等学校・附属中学校）を卒業。その後、私塾で漢文学を学んだ。1878年（明治11年）12月、京都府等外四等出仕となり、同府学務課詰兼師範学校助手に就任し、京都府師範学校、京都府中学校で教えた。1880年（明治13年）に辞職したが、1881年（明治14年）下京区書記に任じられた。
1880年11月、国会期成同盟に加わり、1881年、自由党に入党し自由民権運動を推進した。有志と三大事件建白運動に参加して1887年（明治20年）11月、元老院に建白書を提出した。1888年（明治21年）2月、京都府会議員の補欠選挙で当選し、1891年（明治24年）12月まで在任し、その他、下京区会議員、徴兵参事員なども務めた。1889年（明治22年）板垣退助に従って愛国公党に加わり、1890年（明治23年）立憲自由党（自由党）の結成に際して常議員となる。同年、自由新聞社に入社し東京に活動の場を移し、同社主幹、公論新報記者、東京新報記者、京都日報記者、自由通信社員などを務めた。
三重県から衆議院議員に立候補するにあたり1894年（明治27年）長男の猪一郎に家督を譲り、三重県度会郡東外城田村（現玉城町）字勝田、奥野宮三郎の養子となった。三重県から衆議院議員総選挙に4回立候補したがいずれも落選。1902年（明治35年）8月、第7回衆議院議員総選挙に京都府京都市から立憲政友会所属で出馬して初当選し、以後、第9回総選挙まで再選され、衆議院議員に連続3期在任した。この間、政友会幹事、同院内幹事、同協議員などを務めた。
1908年（明治41年）5月の第10回総選挙で落選。1909年（明治42年）日本製糖汚職事件で検挙され、同年7月3日に、東京地方裁判所第二刑事部において重禁固4ヶ月、執行猶予3年の有罪判決が言い渡された。これにより勲四等を褫奪された。その後も、政友会本部政務調査員、同員外団幹事を務め、三重県からの再出馬を図っていたが、1919年8月27日、政友会京都支部評議員会に出席のため京都入りした際に自動車から転落して脳出血を起こし、翌28日、静養先の三条大橋・万屋旅館で死去した。

## 国政選挙歴
- 第3回衆議院議員総選挙（三重県第5区、1894年3月、自由党）落選[11]
- 第4回衆議院議員総選挙（三重県第5区、1894年9月、自由党）次点落選[12]
- 第5回衆議院議員総選挙（三重県第5区、1898年3月、自由党）次点落選[12]
- 第6回衆議院議員総選挙（三重県第5区、1898年8月、憲政党）次点落選[12]
- 第7回衆議院議員総選挙（京都府京都市、1902年8月、立憲政友会）当選[8]
- 第8回衆議院議員総選挙（京都府京都市、1903年3月、立憲政友会）当選[8]
- 第9回衆議院議員総選挙（京都府京都市、1904年3月、立憲政友会）当選[8]
- 第10回衆議院議員総選挙（京都府京都市、1908年5月、立憲政友会）次点落選[13]